# ユーソナー
ユーソナー株式会社（英：uSonar Co., Ltd.）は、データベースマーケティングの支援事業を行う会社。独自に構築した法人企業データベース（企業情報1250万拠点）を元にデータベースマーケティングの支援、データクレンジングや名寄せサービス、CRM戦略の立案などを行っている。2022年7月に株式会社ランドスケイプ（英: Landscape Co.,Ltd.）からユーソナー株式会社（英：uSonar Co., Ltd.）に社名変更した。

## 事業内容
- マーケティング用データベース（消費者情報、企業情報）
- データクレンジング・名寄せサービス
- 顧客分析サービス
- テレマーケティングサービス
- マーケティング用システムの企画、開発、販売

## 沿革
- 1990年9月 - 福富七海が大阪府大阪市で設立。データベースサービスを開始。
- 1993年6月 - 東京支社を東京都新宿区西新宿に開設[4]
- 1997年2月 - 本社を東京オペラシティに移転[4]
- 2000年12月 - 米国アクシオム・コーポレーション（英: Acxiom）と業務提携[4]
- 2001年8月 - オグルヴィ・ワン・ワールド・ワイド（英：Ogilvy）と資本提携[4]
- 2004年6月  - 法人企業データ「LBC」を販売開始[4]
- 2005年8月 - 個人情報保護の認証「TRUSTeシール」を取得[4]
- 2006年6月 - コールセンターシステム「DISH」の販売開始[4]
- 2010年4月 - 第三者割当増資（資本金4億6,633万円）[4]
- 2010年10月 - 入力支援ツール「かんたん登録」の販売開始[4]
- 2013年4月 - 顧客データ統合ソリューション「uSonar」の販売開始[4]
- 2013年9月 - 株式会社ビックベースソリューションズがプライバシーマークを取得
- 2014年2月 - カルチュア・コンビニエンス・クラブ株式会社と資本提携[4]
- 2021年3月 - 三井物産企業投資による資本参画[5]
- 2022年7月 - ライドスケイプからユーソナーに商号変更[6]

## 特許取得
- 特許第6325604号　個人情報登録・管理システム
- 特許第5982428号　コンテンツ編集・再生方法
- 特許第5538512号　顧客情報入力支援システム
- 特許第3787134号　電話受信制御装置、電話受信制御システム、プログラム及びコンピュータ読み取り可能な記録媒体
- 特許第3455112号　個人データ管理装置